# 박시은 (가수)
박시은은 대한민국의 가수이다.

## 음반
- 2014년: I Love You (나만의 당신)
- 2015년: 안계시면 오라이
- 2018년: 까불지마
- 2024년: 가지마